# Taishou Otome Otogibanashi
Taishou Otome Otogibanashi (大正処女御伽話?) es una serie de manga japonesa escrita e ilustrada por Sana Kirioka. Fue serializada en Jump Square de Shūeisha desde julio de 2015 hasta septiembre de 2017, con sus capítulos recopilados en cinco volúmenes tankōbon. Una adaptación a la serie de anime producida por SynergySP se estrenó en octubre de 2021.

## Sinopsis
Tamahiko Shima es un joven que pierde su mano derecha en un accidente, y ahora vive apesadumbrado en una zona rural cerca de Chiba para recuperarse. Un día conoce a la ilusa y devota Yuzuki, una joven que el padre de Tamahiko ha traído para que se convierta en la esposa de su hijo. A través de este evento, la vida de Tamahiko empieza a cambiar.

## Personajes
Tamahiko Shima (志磨 珠彦 Shima Tamahiko?)
 Seiyū: Yūsuke Kobayashi
Es el segundo hijo de la familia Shima, apartado por su familia tras el accidente que le costó el movimiento de su brazo y la vida de su madre Touko. Fue enviado a una finca en Chiba por su padre y luego considerado muerto por este. Deprimido y devastado, Tamahiko se paso encerrado varios días hasta la llegada de Yuzu, a la cual despreciaba al creer que ella lo acompañaría por lástima. Pero al conocer a fondo la bondad y dulzura de Yuzu, su comportamiento se ablandó y se abrió más a la gente, aunque haciéndolo de un modo más tsundere. Se convirtió en maestro auxiliar tras ayudar a los hermanos de Ryo, dando apoyo escolar en su domicilio. Su devoción y amor por Yuzu lo llevó incluso a buscarla a Tokio a pie tras el Gran terremoto de Kantō.
Yuzuki Tachibana (立花 夕月 Tachibana Yuzuki?)
 Seiyū: Saya Aizawa
Yuzuki, o Yuzu, apodo que le dio Tamahiko, es la asignada como esposa de él tras haber sido comprada por el padre de éste. Es dulce, optimista, alegre y persistente, pero tímida en cuestiones románticas. Fue vendida a los Shima para saldar una deuda de sus padres, pero tras conocer la verdadera naturaleza de Tamahiko, comenzó a apreciarlo y quererlo sinceramente y asistirlo devotamente mientras están juntos. Su dulce naturaleza y cariño inspiró a que Tamahiko y los que lo rodean sientan cambios para bien.
Tamako Shima (志磨 珠子 Shima Tamako?)
 Seiyū: Yume Miyamoto
Es la tercera hija de la familia Shima, hermana menor de Tamahiko. Al inicio, despreciaba a su hermano al igual que el resto de su familia, pero tras visitar la finca y ver como cambió su hermano gracias a Yuzu, ella también cambió su forma de verlo, construyendo una hermandad ejemplar, y como consecuencia, decidió estudiar medicina incluso en contra del deseo de su padre. Admira el talento de Yuzu para los quehaceres y es fan de Kotori.
Ryō Atsumi (渥美 綾 Atsumi Ryō?)
 Seiyū: Chika Anzai
Vecina de la finca de Tamahiko, al principio se comportaba como una delincuente, extorsionandolo, pero cuando éste descubrió la verdad de su familia, con hermanos menores que mantener y un padre golpeador, decidió ayudarla. Es decidida y valiente tanto como bromista. Entabla una embromada rivalidad con Yuzu, pero realmente se consideran amigas, confirmándolo tras el terremoto.
Kotori Shiratori (白鳥 ことり Shiratori Kotori?)
 Seiyū: Ayasa Itō
Es una afamada cantante de música tradicional, considerada una versión temprana de Idol, además de ser la hermana mellizade Hakaru. Aprendió a amar la música como él y tomó su posta tras la enfermedad que lo mantuvo vigil. Conoce a Tamahiko y Yuzu por medio de su hermano ya que necesitaba inspirarse del amor de ellos para componer un tema.
Hakaru Shiratori (白鳥 策 Shiratori Hakaru?)
 Seiyū: Shun'ichi Toki
Compañero de clase de Tamahiko y hermano mellizo  de Kotori, Ambos hermanos se divertian cantando, hasta que una enfermedad puso en riesgo la vida de Hakaru, sin embargo se pudo reponer, pero al haberse rezagado artísticamente a comparación de su hermana, Hakaru comenzó a serle esquivo a ella, y más si ella se encontraba actuando, ocuiltándolo tras una personalidad bromista y alegre. Animado por Tamahiko y Yuzu, Hakaru logra volver a cantar junto con su hermana.
Tamayoshi Shima (志磨 珠義 Shima Tamayoshi?)
 Seiyū: Shunsuke Sakuya
El despiadado líder de la familia Shima, padre de Tamahiko y sus hermanos. Considera que los negocios están por sobre todo, incluyendo su familia, condición que empeora tras la muerte de su esposa en una accidente automovilístico, en el cual Tamahiko perdió la movilidad de su brazo derecho. Al reflexionar sobre la discapacidad de Tamahiko deduce que no le dará ningún rédito y lo exilia a la finca en Chiba, adquiriendo a Yuzu como cuidadora y considerándolo muerto.
Tamaki Shima (志磨 珠樹 Shima Tamaki?)
 Seiyū: Fumiya Imai
El hijo mayor de la familia Shima. Cae herido de gravedad en el gran terremoto, motivo por el cual su padre le pidió ayuda a su hermano Tamasuke.
Tamayo Shima (志磨 珠代 Shima Tamayo?)
 Seiyū: Eri KitamuraLa segunda hija de la familia Shima. Aparenta ser igual o más despiadada y cruel que su padre, con el único objetivo de heredar el negocio familiar.
Tamao Shima (志磨 珠央 Shima Tamao?)
 Seiyū: Yoshitaka Yamaya
El hijo menor de la familia Shima, quien en realidad es hijo de Touko y Tamasuke, adoptado por Tamayoshi tras el destierro de su padre biológico
Stray cat (野良猫 Nora neko?)/Haru (春?)
 Seiyū: Yuna Mimura
Es un gato rubio que frecuenta la casa de Tamahiko, presenciando los momentos y acompañando a los protagonistas cuando uno se queda solo
Midori (美鳥?)
 Seiyū: Sayumi Suzushiro
Excompañera y mejor amiga de Yuzu, quien la visita en Tokio al enterarse de su matrimonio y embarazo, momentos antes del gran terremoto
Ryōtarō Atsumi (渥美 綾太郎 Atsumi Ryōtarō?)
 Seiyū: Yuna Mimura
Segundo hermano de Ryo, y quien la protege de los abusos de su padre. Gracias al estímulo de Tamahiko, decide viajar a Tokio a trabajar
Yamato Atsumi (渥美 ヤマト Atsumi Yamato?)
 Seiyū: Mari Hino
Keita Atsumi (渥美 ケイタ Atsumi Keita?)
Tamasuke Manabe (曲直部 珠介 Manabe Tamasuke?)
Madre de Yuzuki (立花 お母さん Tachibana okāsan?)

## Contenido de la obra

### Manga
Taishou Otome Otogibanashi está escrita e ilustrado por Sana Kirioka. La serie se publicó en la revista Jump Square de Shueisha del 4 de julio de 2015 al 4 de septiembre de 2017. Shueisha recopiló sus capítulos en cinco volúmenes tankōbon, lanzados desde el 4 de febrero de 2016 al 4 de octubre de 2017.
Una secuela, titulada Shōwa Otome Otogibanashi (昭和オトメ御伽話?), fue serializada en la revista en línea Shōnen Jump+ de Shueisha del 21 de agosto de 2018 al 12 de mayo de 2020. Shueisha recopiló sus capítulos en cinco volúmenes de tankōbon, lanzados del 4 de enero de 2019 al 3 de julio de 2020.

### Anime
El 20 de diciembre de 2020, en el evento en línea Jump Festa '21, se anunció que la serie recibiría una adaptación de la anime de televisión de la mano de SynergySP. Estaría dirigida por Jun Hatori, con guiones escritos por Hiroko Fukuda y Mayu Watanabe diseñaría los personajes. Takanashi Yasuharu compone la música de la serie. Se estrenó el 9 de octubre de 2021 en TV Tokyo, TVO, BS11, y AT-X. Garnidelia interpretó el tema de apertura "Otome no Kokoroe", mientras que Shun'ichi Toki interpretó  el tema de cierre "Magokoro ni Kanade".